# 연애헌터
연애헌터(恋愛ハンター 렌아이한타[*])는 2012년 4월 11일 발매된 모닝구무스메의 마흔 아홉 번째 싱글이다.

## 개요
- 니이가키 리사, 미츠이 아이카의 모닝구무스메 마지막 참가 싱글이다.
- 메인은 니이가키 리사, 다나카 레이나이다.
- 초회한정반 E(니이가키 리사 졸업기념반)에는 니이가키 리사의 솔로곡 마츠우라 아야의 곡인 "笑顔に涙～THANK YOU! DEAR MY FRIENDS～"가 수록되었다. 이 곡은 니이가키 리사에 의해서 선택되었다.

## 수록곡

### CD
초회한정반 A, B, C, D, 통상반
1. 恋愛ハンター
작사, 작곡 : 층쿠 / 편곡 : 히라타 쇼이치로
2. 私がいて 君がいる
작사, 작곡 : 층쿠 / 편곡 : 이타가키 유스케
3. 恋愛ハンター (Instrumental)

초회한정반 E (니이가키 리사 졸업기념반)
1. 恋愛ハンター
2. 私がいて 君がいる
3. 笑顔に涙～THANK YOU! DEAR MY FRIENDS～ (노래 : 니이가키 리사)
작사, 작곡 : 층쿠 / 편곡 : 오쿠보 카오루
4. 恋愛ハンター (Instrumental)

### DVD
초회한정반 A
1. 恋愛ハンター  (Close-up Ver.)

초회한정반 B
1. 恋愛ハンター  (Dance Shot Ver.)

초회한정반 C
1. 恋愛ハンター  (Dance Shot Ver.2)

## 차트
- 일간최고순위 1위 (오리콘 차트)
- 주간최고순위 3위 (오리콘 차트)[1]